# UAE Pro League
La UAE Pro League (en árabe: دوري المحترفين الإماراتي‎) (por motivos de patrocinio ADNOC Pro League), es la máxima categoría del fútbol profesional de los Emiratos Árabes Unidos, comenzó a disputarse en 1973 y es organizada por la Federación de Fútbol de los Emiratos Árabes Unidos. En la temporada 1990-91 el campeonato fue suspendido a raíz de la Guerra del Golfo Pérsico.
El primer equipo en ganar la liga fue Al-Sharjah y el más ganador de la liga es el Al-Ain que ha ganado 12 títulos. Los tres primeros lugares de la liga clasifican a la Liga de Campeones de Asia.
Solo 3 equipos han disputado las 42 ediciones de la Liga Árabe del Golfo, estos son el Al-Ain FC, el Al-Ahli Dubai y el Al-Nasr SC, mientras que el Al-Jazira de Abu Dhabi llegó a primera en 1975 y desde entonces no ha descendido.
Los equipos campeones de las temporadas 2008-09 y 2009-10 disputaron la Copa Mundial de Clubes de la FIFA al ser el país organizador de dicho evento.

## Participantes

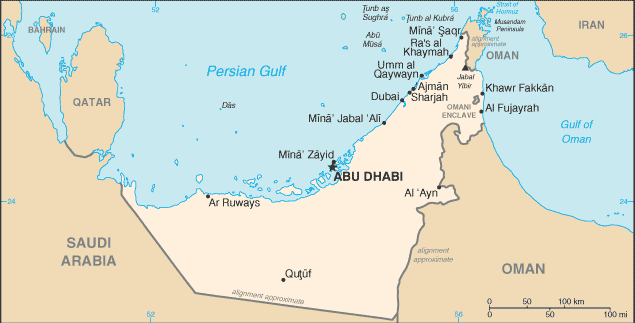
Emiratos Árabes Unidos

### Temporada 2025-26
| Equipo              | Ciudad            | Emirato   | Estadio                              | Aforo  |
| ------------------- | ----------------- | --------- | ------------------------------------ | ------ |
| Ajman Club          | Ajman             | Ajman     | Estadio Jeque Rashid Bin Saeed       | 5537   |
| Al-Ain FC           | Al Ain            | Abu Dhabi | Estadio Hazza bin Zayed              | 22 965 |
| Al-Bataeh Club      | Al Bataeh         | Sharjah   | Al Bataeh Stadium                    | 2000   |
| Al-Dhafra           | Madinat Zayed     | Abu Dhabi | Al Dhafra Stadium                    | 5167   |
| Al-Jazira Club      | Abu Dhabi         | Abu Dhabi | Estadio Mohammed bin Zayed           | 42 056 |
| Al-Nasr SC          | Dubái             | Dubái     | Estadio Al-Maktoum                   | 15 058 |
| Al-Wahda            | Abu Dhabi         | Abu Dhabi | Estadio Al-Nahyan                    | 12 201 |
| Al-Wasl FC          | Dubái             | Dubái     | Estadio Zabeel                       | 8439   |
| Baniyas Club        | Abu Dhabi         | Abu Dhabi | Baniyas Stadium                      | 10 000 |
| Dibba Al-Fujairah   | Dibba Al-Fujairah | Fujairah  | Dibba Stadium                        | 9 000  |
| Kalba               | Kalba             | Sharjah   | Ittihad Kalba Stadium                | 8500   |
| Khor Fakkan Club    | Khor Fakkan       | Sharjah   | Estadio Saqr bin Mohammad al Qassimi | 7500   |
| Sarja Football Club | Sharjah           | Sharjah   | Estadio Sharjah                      | 20 000 |
| Shabab Al-Ahli FC   | Dubái             | Dubái     | Estadio Al-Rashid                    | 12 052 |

## Palmarés
A continuación, la lista con todos los campeones desde la temporada 1973-74.
| Temporada | Campeón                                     | Subcampeón                                  | Máximo Goleador                             | Club                                        | Goles                                       |
| --------- | ------------------------------------------- | ------------------------------------------- | ------------------------------------------- | ------------------------------------------- | ------------------------------------------- |
| 1973-74   | Sharjah FC                                  | Al-Ahli Dubai                               | Bandera de ?                                |                                             |                                             |
| 1974-75   | Al-Ahli Dubai                               | Sharjah FC                                  | Suhail Salim                                | Al-Ahli Dubai                               | 14                                          |
| 1975-76   | Al-Ahli Dubai                               | Al-Ain FC                                   | Ali Nawaz Baloch                            | Al-Wahda FC                                 | 12                                          |
| 1976-77   | Al-Ain FC                                   | Sharjah FC                                  | Al Fadhel Santo                             | Al-Nasr SC                                  | 10                                          |
| 1977-78   | Al-Nasr SC                                  | Al-Ain FC                                   | Mohieddine Habita                           | Al-Ain FC                                   | 20                                          |
| 1978-79   | Al-Nasr SC                                  | Sharjah FC                                  | Mostafa Mahrous                             | Al-Ahli Dubai                               | 16                                          |
| 1979-80   | Al-Ahli Dubai                               | Al-Shaab CSC                                | Alo Ali Mohamed                             | Emirates Club                               | 14                                          |
| 1980-81   | Al-Ain FC                                   | Al-Nasr SC                                  | Karim Abdul Razak                           | Emirates Club                               | 14                                          |
| 1981-82   | Al-Wasl FC                                  | Al-Ain FC                                   | Ahmed Abdullah                              | Al-Ain FC                                   | 12                                          |
| 1982-83   | Al-Wasl FC                                  | Sharjah FC                                  | Luiz Carlos                                 | Al-Nasr SC                                  | 12                                          |
| 1983-84   | Al-Ain FC                                   | Al-Wasl FC                                  | Ahmed Abdullah Fahad Khamees                | Al-Ain FC Al-Wasl FC                        | 20                                          |
| 1984-85   | Al-Wasl FC                                  | Al-Shaab CSC                                | Adnan Al Talyani Fahad Khamees              | Al-Shabab Al Arabi Al-Wasl FC               | 14                                          |
| 1985-86   | Al-Nasr SC                                  | Al-Wasl FC                                  | Mohammed Salem                              | Al-Wahda FC                                 | 16                                          |
| 1986-87   | Sharjah FC                                  | Al-Wasl FC                                  | Adnan Al Talyani Khalil Ghanim              | Al-Shabab Al Arabi Al-Khaleej SCC           | 13                                          |
| 1987-88   | Al-Wasl FC                                  | Sharjah FC                                  | Zuhair Bakheet                              | Al-Wasl FC                                  | 25                                          |
| 1988-89   | Sharjah FC                                  | Al-Wasl FC                                  | Fahad Khamees                               | Al-Wasl FC                                  | 14                                          |
| 1989-90   | Al-Shabab Al Arabi                          | Al-Wasl FC                                  | Hussain Yaslam                              | Baniyas SC                                  | 16                                          |
| 1990-91   | No disputada a causa de la Guerra del Golfo | No disputada a causa de la Guerra del Golfo | No disputada a causa de la Guerra del Golfo | No disputada a causa de la Guerra del Golfo | No disputada a causa de la Guerra del Golfo |
| 1991-92   | Al-Wasl FC                                  | Sharjah FC                                  | Youssouf Atiq                               | Al-Ahli Dubai                               | 25                                          |
| 1992-93   | Al-Ain FC                                   | Al-Wasl FC                                  | Saif Sultan                                 | Al-Ain FC                                   | 20                                          |
| 1993-94   | Sharjah FC                                  | Al-Ain FC                                   | Abdulaziz Mohamed                           | Sharjah FC                                  | 20                                          |
| 1994-95   | Al-Shabab Al Arabi                          | Al-Ain FC                                   | Bader Jassim                                | Al-Wahda FC                                 | 10                                          |
| 1995-96   | Sharjah FC                                  | Al-Wasl FC                                  | Jassim Al Dokhi                             | Al-Shabab Al Arabi                          | 10                                          |
| 1996-97   | Al-Wasl FC                                  | Al-Nasr SC                                  | Bader Jassim                                | Al-Wahda                                    | 11                                          |
| 1997-98   | Al-Ain FC                                   | Sharjah FC                                  | Ali Thani Jumaa                             | Sharjah FC                                  | 18                                          |
| 1998-99   | Al-Wahda FC                                 | Al-Ain FC                                   | Alboury Lah                                 | Al-Wahda FC                                 | 29                                          |
| 1999-00   | Al-Ain FC                                   | Al-Nasr SC                                  | Alboury Lah                                 | Al-Wahda FC                                 | 18                                          |
| 2000-01   | Al-Wahda FC                                 | Al-Ahli Dubai                               | Mohammed Salem Al-Enazi                     | Al-Wahda FC                                 | 22                                          |
| 2001-02   | Al-Ain FC                                   | Al-Jazira SC                                | Mohammed Salem Al-Enazi                     | Al-Wahda FC                                 | 22                                          |
| 2002-03   | Al-Ain FC                                   | Al-Wahda FC                                 | Cristián Montecinos                         | Dubai CSC                                   | 19                                          |
| 2003-04   | Al-Ain FC                                   | Al-Ahli Dubai                               | Ali Karimi                                  | Al-Ahli Dubai                               | 14                                          |
| 2004-05   | Al-Wahda FC                                 | Al-Ain FC                                   | Valdir Bigode Anderson Barbosa              | Al-Nasr SC Sharjah FC                       | 23                                          |
| 2005-06   | Al-Ahli Dubai                               | Al-Wahda FC                                 | Anderson Barbosa                            | Sharjah FC                                  | 19                                          |
| 2006-07   | Al-Wasl FC                                  | Al-Wahda FC                                 | Anderson Barbosa                            | Al-Wasl FC                                  | 19                                          |
| 2007-08   | Al-Shabab Al Arabi                          | Al-Jazira SC                                | Faisal Khalil Anderson Barbosa              | Al-Ahli Dubai Sharjah FC                    | 16                                          |
| 2008-09   | Al-Ahli Dubai                               | Al-Jazira SC                                | Fernando Baiano                             | Al-Jazira SC                                | 25                                          |
| 2009-10   | Al-Wahda FC                                 | Al-Jazira SC                                | José Sand                                   | Al-Ain FC                                   | 24                                          |
| 2010-11   | Al-Jazira SC                                | Baniyas SC                                  | André Senghor                               | Baniyas SC                                  | 18                                          |
| 2011-12   | Al-Ain FC                                   | Al-Nasr SC                                  | Asamoah Gyan                                | Al-Ain FC                                   | 22                                          |
| 2012-13   | Al-Ain FC                                   | Al-Ahli Dubai                               | Asamoah Gyan                                | Al-Ain FC                                   | 30                                          |
| 2013-14   | Al-Ahli Dubai                               | Al-Wahda FC                                 | Asamoah Gyan                                | Al-Ain FC                                   | 29                                          |
| 2014-15   | Al-Ain FC                                   | Al-Jazira SC                                | Mirko Vučinić                               | Al-Jazira SC                                | 25                                          |
| 2015-16   | Al-Ahli Dubai                               | Al-Ain FC                                   | Sebastián Tagliabúe                         | Al-Wahda FC                                 | 25                                          |
| 2016-17   | Al-Jazira SC                                | Al-Wasl FC                                  | Ali Mabkhout                                | Al-Jazira SC                                | 33                                          |
| 2017-18   | Al-Ain FC                                   | Al-Wahda FC                                 | Marcus Berg                                 | Al-Ain FC                                   | 25                                          |
| 2018-19   | Sharjah FC                                  | Al-Ahli Dubai                               | Sebastián Tagliabúe                         | Al-Wahda FC                                 | 27                                          |
| 2019-20   | Cancelado debido a la pandemia de covid-19  | Cancelado debido a la pandemia de covid-19  | Cancelado debido a la pandemia de covid-19  | Cancelado debido a la pandemia de covid-19  | Cancelado debido a la pandemia de covid-19  |
| 2020-21   | Al-Jazira SC                                | Baniyas SC                                  | Ali Mabkhout                                | Al-Jazira SC                                | 25                                          |
| 2021-22   | Al-Ain FC                                   | Sarja FC                                    | Kodjo Fo-Doh Laba                           | Al-Ain FC                                   | 26                                          |
| 2022-23   | Shabab Al-Ahli                              | Al-Ain FC                                   | Kodjo Fo-Doh Laba                           | Al-Ain FC                                   | 20                                          |
| 2023-24   | Al-Wasl FC                                  | Shabab Al-Ahli                              | Omar Kharbin                                | Al-Wahda FC                                 | 19                                          |
| 2024-25   | Shabab Al-Ahli                              | Sarja FC                                    | Kodjo Fo-Doh Laba                           | Al-Ain FC                                   | 20                                          |

## Títulos por club
A continuación, la cantidad de campeonatos ganados por equipo.
| Club                 | Ciudad    | Campeón | 2° | Años campeón                                                                       |
| -------------------- | --------- | ------- | -- | ---------------------------------------------------------------------------------- |
| Al-Ain FC            | Al Ain    | 14      | 9  | 1977, 1981, 1984, 1993, 1998, 2000, 2002, 2003, 2004, 2012, 2013, 2015, 2018, 2022 |
| Shabab Al-Ahli       | Dubái     | 9       | 6  | 1975, 1976, 1980, 2006, 2009, 2014, 2016, 2023, 2025                               |
| Al-Wasl FC           | Dubái     | 8       | 8  | 1982, 1983, 1985, 1988, 1992, 1997, 2007, 2024                                     |
| Sharjah FC           | Sharjah   | 6       | 9  | 1974, 1987, 1989, 1994, 1996, 2019                                                 |
| Al-Wahda FC          | Abu Dhabi | 4       | 5  | 1999, 2001, 2005, 2010                                                             |
| Al-Jazira SC         | Abu Dhabi | 3       | 5  | 2011, 2017, 2021                                                                   |
| Al-Nasr SC           | Dubái     | 3       | 4  | 1978, 1979, 1986                                                                   |
| Al-Shabab Al Arabi † | Dubái     | 3       | -  | 1990, 1995, 2008                                                                   |
| Al-Shaab CSC         | Abu Dhabi | -       | 2  | ----                                                                               |
| Baniyas SC           | Abu Dhabi | -       | 2  | ----                                                                               |

### Total de títulos por ciudad
| Ciudad    | N.º de títulos | Clubes campeones                                                        |
| --------- | -------------- | ----------------------------------------------------------------------- |
| Dubái     | 23             | Shabab Al-Ahli (9), Al-Wasl FC (8), Al-Nasr SC (3), Shabab Al Arabi (3) |
| Al Ain    | 14             | Al-Ain FC (14)                                                          |
| Abu Dhabi | 7              | Al-Wahda FC (4), Al-Jazira SC (3)                                       |
| Sharjah   | 6              | Sharjah FC (6)                                                          |

## Máximos goleadores
- Actualizado hasta el 12 de enero de 2022.

| N.º | País                              | Nombre              | Club                                                              | Años          | Goles | PJ  | Media goleadora |
| --- | --------------------------------- | ------------------- | ----------------------------------------------------------------- | ------------- | ----- | --- | --------------- |
| 1   | Bandera de Emiratos Árabes Unidos | Ali Mabkhout        | Al-Jazira SC                                                      | 2009–Presente | 206   | 251 | 0.82            |
| 2   | Bandera de Argentina              | Sebastián Tagliabúe | Al-Wahda FC                                                       | 2013–Presente | 179   | 212 | 0.84            |
| 3   | Bandera de Emiratos Árabes Unidos | Fahad Khamees       | Al-Wasl FC                                                        | 1980–1997     | 166   | 230 | 0,72            |
| 4   | Bandera de Emiratos Árabes Unidos | Mohammad Omar       | Al-Wasl FC Al-Ain Al-Jazira SC Al Dhafra FC Al-Nasr SC Ajman Club | 1992–2011     | 132   | 237 | 0,55            |
| 5   | Bandera de Emiratos Árabes Unidos | Adnan Al Talyani    | Al-Shaab CSC                                                      | 1980–1999     | 129   | 232 | 0,55            |
| 6   | Bandera de Emiratos Árabes Unidos | Abdulaziz Mohamed   | Al-Sharjah SCC                                                    | 1998–2002     | 127   | —   | —               |
| 7   | Bandera de Emiratos Árabes Unidos | Youssouf Atiq       | Al-Ahli Dubái                                                     | 1988–2002     | 117   | —   | —               |
| 8   | Bandera de Emiratos Árabes Unidos | Faisal Khalil       | Al-Ahli Dubái Al-Wasl Al-Shaab CSC                                | 1999–2013     | 114   | 302 | 0,37            |
| 9   | Bandera de Ghana                  | Asamoah Gyan        | Al-Ain Al-Ahli Dubái                                              | 2011–2017     | 110   | 102 | 1,78            |
| 10  | Bandera de Brasil                 | Anderson Barbosa    | Al-Sharjah SCC Al-Wasl FC                                         | 2002–2009     | 99    | 128 | 0,77            |